# ラインバウト・デ・ヴァケイラス
ラインバウト・デ・ヴァケイラス（Raimbaut de Vaqueiras, 活動時期：1180年 - 1207年）は、プロヴァンス語の吟遊詩人トルバドゥール。後半生は騎士。その生涯のほとんどをイタリアの宮廷で費やしたが、それは1203年までで、以後は第4回十字軍に参加した。

## 生涯
その名から、ラインバウトは南フランスのオランジュに近いヴァケラスの出身と思われる。宮廷詩人として活躍し、モンフェッラート侯ボニファーチョ1世の親しい友でもあった。ボニファーチョがアスティ、アレッサンドリアの自治都市に対抗して行動を起こした時には、彼に仕えた。神聖ローマ皇帝ハインリヒ6世のシチリア侵攻に参加。メッシーナの戦いでは、ボニファーチョを盾で守りぬいて、その騎士道精神を賞賛された。1204年、コンスタンティノポリスの陥落の現場に立ち会い、その後、ボニファーチョに随行してテッサロニキに行った。『Epic Letter』と呼ばれる彼の作品は、ラテン帝国初期の政治状況を如実に表した重要なものであるが、途中で唐突に終わっている。おそらく、1207年9月4日のブルガリア帝国の攻撃で、ラインバウトはボニファーチョと共に戦死したのではないかと言われている。

## 作品
ラインバウトの編んだ唯一の本に残された、現存する歌33曲は、いずれも彼が作ったものだと考えられている。それにつけられたメロディも、8つ残っている。そこには、5カ国語のデスコルトや、カンソ、テンソ、アルバといった、さまざまなトルバドゥールの詩形が駆使されている。彼の歌の一つ『Kalenda Maia』は、エスタンピーといわれるトルバドゥールのメロディの中でも最良のものの一つである。Razó（「理由」を意味する。散文で書かれた解説のこと）によると、彼は2人の音楽家の作った曲を借用していると言われている。確かに、エスタンピとは純粋な器楽曲に用いられる言葉で、ラインバルトの歌がどうしてそう呼ばれるのか、その謎をすっきり解き明かしてくれる解説である。

## フィクションに描かれたヴァケイラス
1922年、ニーノ・ベッリーニはラインバウトを題材に、詩劇『Rambaldo di Vaqueiras: I Monferrato』を作った。エドモン・ロスタンの『シラノ・ド・ベルジュラック』、『遙かなる姫君』の亜流ともいえるが、ロマンティックで、虚実入り乱れた内容で、ラインバウトはパトロンの娘ベアトリスに恋をする。ラストで、ラインバウトは戦争で致命傷を負い、テッサロニキから帰還し、彼女の腕の中で死ぬ。

## 伝記
- The poems of the troubadour Raimbaut de Vaqueiras ed. and tr. Joseph Linskill. The Hague: Mouton, 1964.
- Berrini, Nino, Rambaldo di Vaqueiras: I Monferrato. Milan, 1922.